# Moon Knight (sèrie de televisió)
Moon Knight és una minisèrie de televisió nord-americana creada per Jeremy Slater per al servei de streaming Disney+, basada en el personatge de Marvel Comics del mateix nom. És la sisena sèrie de televisió ambientada a l'Univers Cinematogràfic de Marvel (MCU), compartint continuïtat amb les pel·lícules de la franquícia. La sèrie està produïda per Marvel Studios, amb Slater com escriptor principal i Diab dirigint l'equip de direcció.
Oscar Isaac protagonitza la sèrie com a Marc Spector / Moon Knight i Steve Grant / Mr. Knight, dues personalitats d'un home amb un trastorn dissociatiu de la identitat, juntament amb May Calamawy, Karim El Hakim, F. Murray Abraham, Ethan Hawke, Ann Akinjirin, David Ganly, Khalid Abdall i Gaspard Ulliel, els quals també apareixen a la sèrie. La sèrie es va anunciar l'agost del 2019 i Slater va ser contractat el novembre. Mohamed Diab va ser contractat per dirigir diversos episodis de la sèrie l'octubre del 2020, i el duo de directors Justin Benson i Aaron Moorhead també es van unir a la sèrie el gener del 2021 quan es va confirmar que Isaac la protagonitzaria. El rodatge va començar a finals d'abril del 2021 a Budapest, seguit de la producció a Jordània, que va concloure a principis d'octubre abans de traslladar-se a Atlanta, Geòrgia.
Moon Knight es va estrenar el 30 de març del 2022, consta de sis episodis i va acabar la seva emissió el 4 de maig. És part de la Fase Quatre del MCU. La sèrie ha estat rebuda positivament amb elogis a les actuacions de Isaac i Hawke i també al to més fosc, en comparació amb les altres sèries del MCU.

## Premissa
Marc Spector, que pateix un trastorn d'identitat dissociatiu, es veu embolicat en un misteri mortal que involucra déus egipcis amb les seves múltiples identitats, com Steven Grant.

## Repartiment
- Oscar Isaac com a Marc Spector / Moon Knight, Steven Grant / Mr.Knight i Jake Lockley:
Un mercenari amb trastorn dissociatiu de la identitat (DID) que es converteix en el conducte del déu egipci de la lluna Khonshu.[2][3] Cadascuna de les identitats de Spector del seu DID són personatges diferents,[4] entre ells el de Steven Grant, un empleat d'una botiga de regals amb bons modals que pateix desmais i records d'una altra vida[2] i que esdevé Mr. Knight, la personalitat de Grant quan és l'avatar de Khonshu.[5] Isaac va "decantar-se per aquest home de Chicago que aparta a la gent del seu voltant" per la seva interpretació.[6] El productor executiu Kevin Feige va descriure Spector com "un heroi d'acció que salta dels edificis i es fica en baralles" i va dir que no es tiraria enrere en portar a la pantalla la violència del personatge.[7][8] Cada una de les identitats de Spector són personatges diferenciats[4] i en el guió, gràcies a les seves actituds, estaven diferenciades en el guió. Isaac va decidir donar diferents accents als personatges;[9] per a Marc Spector, va fer servir el seu accent americà i per a Steven Grant va utilitzar l'accent britànic de Londres, el qual va fer-lo sonar estrany i poc convincent de manera intencionada.[9] L'actor també va actuar juntament amb el seu germà, Michael Benjamin Hernandez, per les escenes en les que es troben múltiples identitats.[10][11]
- May Calamawy com a Layla El-Faouly / Scarlet Scarab:
Una arqueòloga i aventurera.[12] És la dona d'en Marc i sap que ell és Moon Knight.[13] Inicialment, el personatge no era originari d'Egipte, però el director Mohamed Diab va insistir per aquest canvi.[14] Calamawy va descriure el seu persoatge com una persona amb que necessita cuidar-se molt i que "desenvolupa més confiança en ella mateixa" a través del recolzament que dona a Spector.[15] El-Faouly es converteix en l'Scarlet Scarab, l'avatar de la deessa egípcia Taweret.[16]
- Karim El Hakim i F. Murray Abraham com a Khonshu:
El déu egipci de la lluna i és un marginat pels altres déus per començar una guerra i, per això necessita trobar i utilitzar al seu avatar Marc Spector.[5] Jeremy Slater el va descriure com un déu arrogant i venjatiu que està lidiant amb les seves propies inseguretats.[6] El Hakim va donar vida al personatge durant el rodatge,[5] mentre que Abraham dona veu a Khonshu.[17]
- Ethan Hawke com Arthur Harrow:
Un líder de culte associat amb la deessa egípcia Ammit que busca una justícia justa i un judici basat en crims futurs.[18] Harrow era l'avatar de Khonshu abans de Spector.[13] Harrow també anima a Spector a abraçar la seva foscor interior.[19][20] Hawke va dir que el seu personatge està inspirat en el líder d'una secta, David Koresh.[21]

Gaspard Ulliel interpreta Anton Mogart / Midnight Man,

## Episodis
La sèrie consta de sis episodis de 40 a 50 minuts, amb Mohamed Diab dirigint quatre episodis i el duo Justin Benson i Aaron Moorhead dirigint els altres dos.
| Núm. | Títol                  | Direcció                       | Guió                                                                                                | Data d'emissió original |
| --- | ---------------------- | ------------------------------ | --------------------------------------------------------------------------------------------------- | ----------------------- |
| 1 | «The Goldfish Problem» | Mohamed Diab                   | Jeremy Slater                                                                                       | 30 de març de 2022      |
| Steven Grant treballa al Museu Britànic de Londres, on té l'esperança de convertir-se en un guia per tal d'utilitzar la seva coneixença sobre l'antic Egipte. Després d'anar a dormir, es desperta als Alps Austríacs i és testimoni d'una trobada d'un culte liderat per Arthur Harrow, el qual demana a Grant un escarabeu que té. Mentre intenta escapar, té alguns "desmais" i sent una veu misteriosa a dins del seu cap abans de despertar-se a casa seva. Grant s'adona que han passat dos dies des del dia que va anar a dormir. Al seu pis, troba un telèfon i una targeta. En el telèfon, hi ha un número molt freqüent, el d'una dona anomenada Layla i qui s'adreça a ell com a Marc. L'endemà, a la feina, Grant es troba a Harrow, qui li revela que serveix a la deessa egípcia Ammit. Grant escapa de Harrow però aquella nit ha de quedar-se a treballar al museu, ja que va arribar tard un altre dia. Harrow convoca una criatura semblant a un xacal associada a Anubis perquè ataqui a Grant, però el seu "reflex" al mirall li demana el control del cos. Grant accepta i es transforma en un lluitador emmascarat i mata al xacal. |                        |                                | |                         |
| 2 | «Summon the Suit»      | Justin Benson & Aaron Moorhead | Michael Kastelein                                                                                   | 6 d'abril de 2022       |
| El xacal no apareix al les càmeres de seguretat del museu i fan fora a Grant. utilitza la targeta per accedir a un guardamobles, on troba l'escarabeu. Parla amb el seu "reflex", una altra identitat de Grant que es presenta com a Marc Spector, un mercenari americà que és l'avatar del déu egipci de la lluna Khonshu. Grant es troba a la Layla, la dona de Spector, qui no sap de l'existència de Grant, el qual és detingut per policies que treballen per Harrow. Harrow revela que ell era l'antic avatar de Khonshu fins que va escollir seguir a l'Ammit. Explica que vol utilitzar l'escarabeu per trobar la tomba d'Ammit i ressuscitar-la i així poder eliminar a qualsevol persona que ja hagi comès o que encara hagi de cometre accions de mal i, d'aquesta manera netejar la humanitat del mal. La Layla salva a Grant, pero en Harrow convoca a un altre xacal. Grant és capaç de fer servir la seva vestimenta de Moon Knight per lluitar contra el xacal, però Spector guanya el control del cos i canvia la vestimenta. Spector mata al xacal però perd l'escarabeu, el qual acaba a mans de Harrow. En Khonshu amenaça d'apoderar-se de la Layla si Spector no aconsegueix parar a Harrow. |                        |                                | |                         |
| 3 | «The Friendly Type»    | Mohamed Diab                   | Beau DeMayo i Peter Cameron & Sabir Pirzada                                                         | 13 d'abril de 2022      |
| En Harrow i els seus seguidors descobreixen, al desert d'Egipte, on està la tomba d'Ammit. Al Caire, tant Spector com Grant pateixen pèrdues de consciència metre intenten descobrir on es troba en Harrow. Després de no aconseguir informació, en Khonshu convoca un comitè entre altres déus egipcis i els seus avatars respectius per tal d'avisar-los dels plans de Harrow, però aquest últim nega les acusacions i els altres déus el creuen. La Yatzil, avatar de Hathor, diu a Spector com trobar un sarcòfag .d'un medjay que sap la localització de la toma d'Ammit. La Layla troba a en Marc i el porta per trobar-se amb Anton Mogart, un antic amic de la Layla que té el sarcòfag. En Harrow arriba allà i destrossa el sarcòfag, forçant a Spector, Grant i a la Layla a lluitar contra els home de Mogart i escapar-se fins al desert. L'Steven ajunta els fragments recuperats del sarcòfag i n'aconsegueix un mapa del cel, però aquest és de fa 2,000 anys enrere. En Khonshu utilitza els seus poders per col·locar les estrelles del cel tal com estaven durant la nit que es va fe rel mapa i, d'aquesta manera, la Layla i l'Steven son capaços de trobar la tomba d'Ammit. El altres déus, empresonen a en Khonshu en un uixebti per haver utilitzat els poders, deixant així, a Spector i Grant sense els poders de Khonshu. |                        |                                | |                         |
| 4 | «The Tomb»             | Justin Benson & Aaron Moorhead | Alex Meenehan i Peter Cameron & Sabir Pirzada                                                       | 20 d'abril de 2022      |
| La Layla i l'Steven troben un campament buit a prop del lloc on es troba la tomba d'Ammit, el qual és un laberint en forma de l'Ull d'Horus. Descobreixen que algun dels homes de Harrow han estat morts per sacerdots egipcis els quals ataquen a la Layla i a Grant. Ella aconsegueix matar als sacerdots però es troba a en Harrow, qui li revela que Spector va ser un dels mercenaris que van assassinar al pare de la Layla, l'arqueòleg Abdallah El-Faouly. Grant troba la tomba i descobreix que l'últim avatar d'Ammit va ser Alexandre el Gran; treu l'uixebti de dins del cos d'Alexandre. La Layla s'enfronta a en Marc, qui revela que va ser el seu company que va matar a El-Faouly i també a ell mateix abans que Khonshu ressuscités a Spector per ser el seu avatar. En Harrow arriba, juntament amb els seus homes, i mata a Spector, qui es desperta en un hospital psiquiàtric on hi ha gent que s'ha trobat durant la seva vida. Després d'escapar de Harrow, qui es presenta com un terapeuta de l'hospital, Spector troba a Grant en un cos a part atrapat en un sarcòfag. Les dues personalitats veuen un altre sarcòfag amb algú atrapat a dins i després són rebuts per un hipopòtam femella. |                        |                                | |                         |
| 5 | «Asylum»               | Mohamed Diab                   | Rebecca Kirsch i Matthew Orton                                                                      | 27 d'abril de 2022      |
| L'hipopòtam, qui Grant reconeix com a la deessa egípcia Taweret, explica a Spector i Grant que estan morts i que l'hospital es troba dins un vaixell navegant a través de Duat. Ella pesa els seus cors a la Balança de la Justícia per determinar si poden entrar a Aaru i els aconsella que s'ajudin a descobrir les memòries amagades que causen que la balança no estigui equilibrada. Grant veu una memòria del germà petit d'en Marc qui es va ofegar i la mare de Spector el culpa en ell, mentre que Spector revela a Grant com va esdevenir l'avatar d'en Khosnhu. Spector i Grant convencen a Taweret que els deixi tornar al món real per tal de poder aturar a en Harrow. El "Dr. Harrow" diu a Spector que s'ha d'obrir a Grant i Spector explica que sense saber-ho va crear a la personalitat de Grant en conseqüència de l'abús de la seva mare. Grant i Spector es reconcilien però la balança no s'equilibra, el què provoca que esperits els ataquin. Mentre es defensen, Grant és consumit per Duat. La balança s'equilibra i Spector arriba a Aaru. |                        |                                | |                         |
| 6 | Sense anunciar         | Mohamed Diab                   | Guió per: Jeremy Slater i Peter Cameron & Sabir Pirzada Història per: Danielle Iman & Jeremy Slater | 4 de maig de 2022       |
| La Layla rep de la Taweret, dient-li que alliberi a Khonshu i, d'aquesta manera, ell pot reviure en Marc. En Harrow utilitza els poders de l'Ammit per matar als altres avatars dels déus egipcis i després allibera l'Ammit, qui l'escull perquè sigui el seu nou avatar. Mentre, la Layla troba l'uixebti d'en Khonshu i l'allibera. La Layla es nega a ser l'avatar d'en Khonshu així que s'enfronta ell sol a l'Ammit. Mentre, en Marc marxa d'Aaru i torna a Duat per tal de salvar a l'Steven. Amb l'ajuda de la Taweret, els dos s'escapen a través de les "Portes d'Osiris" i es torna a despertar en el seu cos. En Khonshu sent la presència d'en Marc i torna a trobar-se amb ell, el cura i li retorna els poders. La Layla descobreix que l'Ammit pot ser derrotada si varis avatars de déus uneixen a l'Ammit en un cos mortal, així doncs, ella es converteix temporalment en l'avatar de la Taweret. En Harrow, l'Ammit i els seus seguidors comencen a jutjar a la població del Caire, fins que en Marc, l'Steven, la Layla i en Khonshu arriben el per tal de lluitar contra ells. En Harrow supera a l'Spector i en Grant i quasi els mata fins que tots dos tenen un desmai, es desperten i veuen que d'alguna manera l'han vençut. En Marc i la Layla aconsegueixen atrapar l'Ammit dins del cos d'en Harrow. En Khonshu demana a en Marc que mati a en Harrow i a l'Ammit, però ell es nega i exigeix a en Khonshu que l'alliberi a ell i a l'Steven. En Marc i l'Steven es troben un altre cop a "l'hospital" una tre cop però el rebutjen i trien començar una nova vida els dos junts. Durant l'escena de després de crèdits, en Harrow, qui està en un hospital psiquiàtric, és segrestat i executat per Jake Lockley, la tercera personalitat de Grant i Spector, i qui encara és lleial a en Khonshu. |                        |                                | |                         |

## Producció

### Desenvolupament
Abans de la seva cancel·lació el setembre de 2006, la segona temporada de Blade: The Series estava programada per presentar Marc Spector / Moon Knight amb una possible sèrie derivada també planejada. L'octubre del 2006, Marvel Studios es va associar amb No Equal Entertainment per produir una sèrie de televisió d'acció en viu centrada en Moon Knight. El 2008, Marvel va contractar l'escriptor Jon Cooksey per desenvolupar la sèrie, però no es va materialitzar. James Gunn, l'escriptor i director de les pel·lícules Guardians fo the Galaxy de Marvel, va dir el gener del 2017 que havia presentat una pel·lícula de Moon Knight a Marvel, però que no tenia temps per treballar en el projecte. El president de Marvel Studios, Kevin Feige, va confirmar l'abril del 2018 que estava compromès a presentar Moon Knight al MCU, però va dir: "Això significa d'aquí a cinc anys, d'aquí a 10 anys, d'aquí a 15 anys?"
L'agost de 2019, Marvel Studios va anunciar en la conferència D23 que s'estava desenvolupant una sèrie basada en Moon Knight per al servei de streaming Disney+. Aquell novembre, Jeremy Slater va ser contractat per servir com a escriptor principal i productor executiu. Mohamed Diab va ser contractat per dirigir quatre episodis de la sèrie l'octubre de 2020, així com productor executiu. Marvel s'hi havia acostat "del no-res" per presentar un argument per a la sèrie, en què Diab va treballar amb la seva dona escriptora i productora Sarah Goher. Diab creia que la sèrie seria "dura, seriosa i sobre grans temes" com moltes de les seves pel·lícules. El duo de directors Justin Benson i Aaron Moorhead es van unir el gener del 2021 per dirigir episodis addicionals. Feige de Marvel Studios, Louis D'Esposito, Victoria Alonso i Brad Winderbaum també s'exerceixen com a productors executius juntament amb Isaac. La sèrie constarà de sis episodis de 40 a 50 minuts. El febrer de 2021, Feige va declarar que algunes de les seves sèries, com She-Hulk i Moon Knight, s'estaven estructurant d'una manera que podria adaptar-se a temporades futures, a diferència de sèries com WandaVision (2021) que es van desenvolupar com a limitats esdeveniments que condueixen a llargmetratges.

### Guió
Beau DeMayo Danielle Iman, i Alex Meenehan són els guionistes de la sèrie. Feige va comparar la sèrie amb la franquícia d'Indiana Jones mentre explorava l'egiptologia, i va dir que la malaltia mental de Spector era un "aspecte únic" de la sèrie.

### Càsting
L'octubre de 2020, Oscar Isaac va entrar en negociacions per al paper principal de Marc Spector, i es diu que va ser triat el gener de 2021; Marvel Studios va confirmar oficialment el càsting el maig. Richard Newby, de The Hollywood Reporter, va sentir que els recents papers importants d'Isaac podrien atraure un públic que no està familiaritzat amb el personatge de la sèrie, i que el seu origen ètnic llatí podria permetre un apropament de la fe des de diferents perspectives, en lloc que el personatge sigui representat com un jueu caucàsic com als còmics. El gener de 2021, May Calamawy va ser triada per a un "paper clau" no revelat per a la sèrie, i Ethan Hawke va ser triat com Arthur Harrow, el malvat principal de la sèrie. Hawke va dir que es va unir a la sèrie basant-se on sentia que estava a la seva carrera com a actor i a causa de la participació d'Isaac i Diab. Va gaudir de la llibertat creativa que acompanya la sèrie que explica una història menys coneguda. Gaspard Ulliel es va unir a l'elenc el juliol de 2021 com a Anton Mogart / Midnight Man.

### Rodatge
S'esperava que el rodatge comencés el març de 2021, i va començar a finals d'abril a Hongria. Amb Diab, Benson i Moorhead com a directors de la sèrie, i Gregory Middleton com a director de fotografia. La sèrie està filmada amb el títol provisional, Good Faith, i anteriorment s'esperava que el rodatge comencés el 16 de novembre de 2020 amb una durada de 26 setmanes, però es va posposar a causa de la pandèmia de COVID-19. El rodatge va començar a finals d'abril de 2021 al Museu de Belles Arts de Budapest, Hongria a l'abril, i a Szentendre a principis de maig. A principis de juny, es van filmar escenes nocturnes a l'aire lliure a la plaça Madach a Budapest. El rodatge es va dur a terme durant una setmana a Wadi Rum, Jordània, i va concloure a Budapest i Jordània a principis d'octubre, moment en què la sèrie es va traslladar a Atlanta, Geòrgia per concloure la producció. La producció va concloure el 14 d'octubre. La fotografia addicional es va completar a mitjans de novembre.

## Estrena
Moon Knight està programada per estrenar-se a Disney+, el 30 de març de 2022, i constarà de sis episodis. Formarà part de la Fase Quatre del MCU.